# Wladimir Giesl
Wladimir Rudolf Karl svobodný pán Giesl von Gieslingen (18. února 1860, Pécs – 20. dubna 1936, Salcburk) byl rakousko-uherský generál a diplomat z rodiny s vojenskou tradicí. Od mládí sloužil v c. k. armádě, souběžně působil v diplomacii. Důležitou úlohu v dějinách sehrál jako rakousko-uherský vyslanec v Bělehradě (1913–1914), kdy předal srbské vládě ultimátum předcházející vypuknutí první světové války. Po odchodu z diplomatických služeb dosáhl ve vojsku hodnosti generála jezdectva.

## Životopis

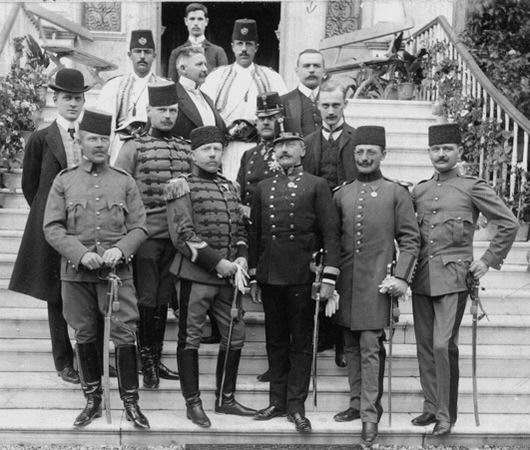
Wladimir Giesl (dole uprostřed) jako šéf rakousko-uherské vojenské mise v Černé Hoře

Narodil se jako mladší syn c.k. polního zbrojmistra Heinricha Karla Giesla (1821–1905), který byl v roce 1883 povýšen do stavu svobodných pánů. Wladimir se na vojenskou dráhu připravoval nejprve v Hranicích, poté studoval na Tereziánské vojenské akademii ve Vídeňském Novém Městě, kterou opustil v roce 1879 v hodnosti poručíka. Poté v nižších hodnostech sloužil u různých posádek v Rakousku-Uhersku, například v Brně, Sarajevu nebo Terezíně.
V roce 1893 vstoupil do diplomatických služeb a řadu let působil jako vojenský atašé v Istanbulu (1893–1909), kde byl později pověřen také vedením vojenského diplomatického zastoupení pro Řecko a Černou Horu. V roce 1894 byl povýšen na majora a v roce 1907 se zúčastnil mírové konference v Haagu. V Haagu reprezentoval rakousko-uherskou armádu, zatímco civilní složku zastupoval Kajetan Mérey. Mezitím postupoval ve vojenské hierarchii a byl povýšen na generálmajora (1906) a polního podmaršála (1910). V letech 1909–1913 byl rakousko-uherským vyslancem v Černé Hoře a nakonec v letech 1913–1914 v Srbsku. Zde sehrál důležitou úlohu po atentátu na následníka trůnu Františka Ferdinanda před začátkem první světové války. Dne 23. července 1914 v 18 hodin předal srbské vládě ultimátum. Srbsko dostalo lhůtu na odpověď 48 hodin. Odpověď na rakousko-uherské vyslanectví doručil osobně srbský předseda vlády Nikola Pašić 25. července. Protože srbská reakce podle předpokladu nesplňovala požadavky rakousko-uherské nóty, Giesl podle instrukcí ministerstva zahraničí ukončil diplomatickou misi a vzápětí odjel do Vídně.
Po návratu do Vídně byl povýšen do hodnosti generála jezdectva (15. srpna 1914) a stal se styčným důstojníkem mezi ministerstvem zahraničí a generálním štábem. Vedení generálního štábu v čele s maršálem Conradem s ním však příliš nekomunikovalo a Giesl nakonec k datu 1. srpna 1915 opustil aktivní službu. V roce 1917 byl vyslán do Turecka, kde měl připravit půdu pro návštěvu císaře Karla I. v Istanbulu. Po zániku monarchie žil v soukromí ve Štýrsku.
V roce 1889 se v Sarajevu oženil s Julií Davidovou von Rhonfeld, dcerou dalmatského místodržitele c.k. polního zbrojmistra Emila Davida von Rhonfeld. Měli spolu dvě děti.
Wladimirův starší bratr Arthur Giesl (1854–1935) sloužil v armádě a dosáhl hodnosti generála jezdectva. V letech 1912–1914 byl velitelem 8. armádního sboru v Praze, po prvních neúspěších na srbské frontě na počátku první světové války byl penzionován.

## Tituly a ocenění
Rodina užívala od roku 1773 prostý šlechtický titul s predikátem von Gieslingen. Wladimirův otec získal v roce 1863 titul rytíře a v roce 1883 byla rodina povýšena do stavu svobodných pánů. V roce 1915 obdržel Wladimir titul c. k. tajného rady s nárokem na oslovení Excelence. Jako vysoký důstojník c. k. armády byl nositelem řady vyznamenání, vzhledem ke své dlouholeté službě v diplomacii získal i ocenění od zahraničních panovníků.

### Rakousko-Uhersko
- Řád železné koruny III. třídy (1896)
- rytířský kříž Leopoldova řádu (1898)
- Jubilejní pamětní medaile (1898)
- Vojenský záslužný kříž III. třídy (1903)
- Služební odznak pro důstojníky III. třídy (1904)
- komtur Řádu Františka Josefa s hvězdou (1906)
- Vojenský jubilejní kříž (1908)
- komandérský kříž Leopoldova řádu (1909)
- Mobilizační kříž (1913)
- velkokříž Řádu Františka Josefa (1913)
- Služební odznak pro důstojníky II. třídy (1914)
- Bronzová vojenská záslužná medaile (1915)

### Zahraničí
- Řád Medžidie II. třídy (1896, Osmanská říše)
- Řád sv. Alexandra (1896, Bulharsko)
- Řád pruské koruny II. třídy (1899, Německo)
- Řád Takova II. třídy (1899, Srbsko)
- Řád Osmanie II. třídy (1900, Osmanská říše)
- komandér Řád sv. Alexandra (1900, Bulharsko)
- rytířský kříž Řádu rumunské hvězdy (1902, Rumunsko)
- rytířský kříž Řádu Spasitele (1904, Řecko)
- Řád sv. Stanislava II. třídy (1905, Rusko)
- Řád knížete Danila I. II. třídy (1907, Černá Hora)
- Řád Medžidie I. třídy (1908, Osmanská říše)